# François Ogier
Pour les autres membres de la famille, voir Famille Ogier.
François Ogier (1597 - 1670, Paris), est un ecclésiastique et écrivain français.

## Biographie
Fils d'un avocat et procureur au Parlement de Paris et frère de Charles Ogier, dans sa jeunesse, sous le nom d'Arcas, il fait partie du groupe littéraire des Illustres Bergers, rassemblant de jeunes poètes érudits catholiques, admirateurs de Ronsard. Ami proche de Guillaume Colletet qui fait partie du même cénacle littéraire, il est le parrain de son fils, François.
Il entre dans les ordres et acquiert rapidement une grande réputation comme homme d'esprit et comme orateur de la chaire. Il devient prédicateur du roi et est doté de riches bénéfices.
En 1648, il accompagne Claude de Mesmes, dont il fut l'aumônier, au congrès de Münster. À son retour à Paris, il s'occupa encore quelque temps à la prédication, puis s'adonna entièrement à la littérature.

## Publications
- Jugement et censure du livre de la Doctrine curieuse, de François Garasse, 1623 (Gallica)
- Lettre du Père François Garassus, de la Compagnie de Jésus, à M. Ogier, touchant leur réconciliation, et response du sieur Ogier sur le mesme sujet, 1624 (Gallica)
- Oraison funèbre de Louis XIII, roy de France et de Navarre, prononcée en l'église de S. Benoist, le 1er jour de juillet 1643, 1643
- Apologie pour Monsieur de Balzac, 1627, 1628
- Préface à Tyr et Sidon, tragi-comédie divisée en deux journées, de Jean de Schelandre, 1628 (Gallica)
- À la mémoire de Messire Antoine de Chabanes..., 1651 (Gallica)
- Éloge, ou Panégyrique de monsieur d'Avaux, 1652 (Gallica)
- Actions publiques, 1652, 1665
- Inscription antique de la vraye croix de l'abbaye de Grandmont avec un sermon de la passion, 1658
- Apologie de Monsieur de Balzac et Le Barbon dudit Sr. de Balzac, 1663
- Sonnet [adressé aux Muses] (Gallica)
- Recueil De Maximes Veritables Et Importantes Pour L'Institution Dv Roy: Contre la fausse & pernicieuse Politique du Cardinal Mazarin, pretendu Sur-Intendant de l'education de sa Majesté. Avec Deux Letres [!] Apologetiques pour ledit Recueil contre l'Extrait du S. N. Avocat du Roy au Chastelet, 1663 (avec Claude Joly)
- Voyage fait à Munster en Westphalie, et autres lieux voisins, en 1646 & 1647, 1670 (avec Claude Joly)
- Oraison funebre de Philippes IV. roy d'Espagne, &c. Dédiée a la reine, 1666, 1676
- A la mémoire de Claude de Mesmes Comte d'Avaux...
- Segraisiana ou mélange d'histoire et de littérature. Recueilli des entretiens de monsieur de Segrais de l'Academie françoise.. 1 / [Deuxième partie] Les Eglogues et l'Amour gueri par le temps, tragedie-ballet du même auteur, non imprimée. [Troisième partie] Ensemble. La Rélation de l'isle imaginaire & l'histoire de la princesse de Paphlagonie, imprimées en 1646. par l'ordre de Mademoiselle., 1721 (Gallica)
- Segraisiana ou melange d'histoire et de litterature. Recueilli des entretiens de monsieur de Segrais de l'Academie françoise.. 2 / [Deuxième partie] Les Eglogues et l'Amour gueri par le temps, tragedie-ballet du même auteur, non imprimée. [Troisième partie] Ensemble. La Rélation de l'isle imaginaire & l'histoire de la princesse de Paphlagonie, imprimées en 1646. par l'ordre de Mademoiselle., 1721 (Gallica)
- Segraisiana ou melange d'histoire et de litterature. Recueilli des entretiens de monsieur de Segrais de l'Academie françoise.. [3] / [Deuxième partie] Les Eglogues et l'Amour gueri par le temps, tragedie-ballet du même auteur, non imprimée. [Troisième partie] Ensemble. La Rélation de l'isle imaginaire & l'histoire de la princesse de Paphlagonie, imprimées en 1646. par l'ordre de Mademoiselle., 1721 (Gallica)
- Journal du congrès de Munster, par François Ogier, aumônier du Cte d'Avaux (1643-1647), 1893 (publié par Auguste Boppe)

## Sources
- « Ogier (François) », dans Pierre Larousse, Grand dictionnaire universel du XIXe siècle, Paris, Administration du grand dictionnaire universel, 15 vol., 1863-1890 [détail des éditions].
- Louis Moréri, Desaint et Saillant, Le grand dictionnaire historique ou Le melange curieux de l'Histoire sacrée et profane, 1759
- André Borel d'Hauterive, Annuaire de la pairie et de la noblesse de France et des maisons souveraines de l'Europe et de la diplomatie, Volume 4, 1846
- Giovanni Dotoli, Temps de préfaces: le débat théâtral en France de Hardy à la Querelle du "Cid", Volume 82, 1996
- Marc Fumaroli, L'âge de l'éloquence: rhétorique et "res literaria" de la Renaissance au seuil de l'époque classique, 2002
- Jean-François Paul de Gondi, Jacques Delon, Œuvres complètes: Correspondance, Lettres épiscopales, 2005